# Ocean's Thirteen
Ocean's Thirteen är en amerikansk film från 2007 i regi av Steven Soderbergh. Filmen är en uppföljare till Ocean's Eleven och Ocean's Twelve och återigen syns bland andra George Clooney och Brad Pitt i huvudrollerna.

## Handling
När en ur Danny Oceans kriminella gäng, Reuben, får en hjärtattack, samlar Danny återigen sitt gäng för att hämnas på den man som orsakade det hela: Willy Bank, som stal Reubens hela förmögenhet genom att lura honom att investera i ett nytt stort kasinohotell i Las Vegas. För att knäcka Bank bestämmer sig gänget för att låta premiären gå riktigt snett genom att låta ett antal storspelare vinna storkovan. Men deras plan går inte som de väntat, och de tvingas ta hjälp av sin forna fiende, Terry Benedict, för att ha råd att fortsätta. Och han ställer kravet att de förutom planen också stjäl Banks diamanter, en kupp som Dannys gäng tidigare bedömt som omöjlig.

## Rollista
- George Clooney - Daniel "Danny" Ocean
- Brad Pitt - Robert "Rusty" Ryan
- Matt Damon - Linus Caldwell
- Andy García - Terry Benedict
- Don Cheadle - Basher Tarr
- Bernie Mac - Frank Catton
- Ellen Barkin - Abigail Sponder
- Al Pacino - Willy Bank
- Casey Affleck - Virgil Malloy
- Scott Caan - Turk Malloy
- Eddie Jemison - Livingston Dell
- Shaobo Qin - Yen
- Carl Reiner - Saul Bloom
- Elliot Gould - Reuben Tishkoff
- Eddie Izzard - Roman Nagel
- Vincent Cassel - François Toulour
- Bob Einstein - FBI-agent Robert "Bobby" Caldwell
- Julian Sands - Greco Montgomery
- David Paymer - Hotellrecensent